# Megachile leucografa
Megachile leucografa is een vliesvleugelig insect uit de familie Megachilidae. De wetenschappelijke naam van de soort is voor het eerst geldig gepubliceerd in 1908 door Heinrich Friese.